# روبی دی (بازیگر پورنوگرافی)
روبی دی (به انگلیسی: Ruby Day؛  زادهٔ  ۲۱ مارس ۱۹۷۹) کارگردان، بازیگر پورنوگرافی، یوتیوبر و عکاس اهل ایالات متحده آمریکا است.